# Paraje
Paraje ist ein Dorf im Cibola County im Nordwesten des US-Bundesstaates New Mexico. Das U.S. Census Bureau hat bei der Volkszählung 2020 eine Einwohnerzahl von 705 ermittelt.
Es hat eine Fläche von 11,7 km². Die Bevölkerungsdichte liegt bei  60 Einwohnern je km². Nachbargemeinden sind Laguna und Seama. Paraje liegt im Laguna-Indianerreservat.